# Mek

Mek ali Mekh je na Kamnu iz Palerma omenjen kot preddinastični vladar (faraon)  Spodnjega Egipta.  Ker zanj ni nobenega drugega dokaza, bi lahko bil mitološki kralj, ki se je ohranil v ljudskem izročilu,  ali je celo popolnoma izmišljen